# Microprocessore XAP
XAP è una famiglia di microprocessori RISC a 16/32 bit sviluppata dalla Cambridge Consultants Ltd dal 1993. Il processore è inserito all'interno di un'application-specific integrated circuit con altri componenti digitali/analogici. I processori XAP vengono utilizzati in applicazioni che richiedono bassi consumi, alti volumi di produzione e bassi costi come i dispositivi Bluetooth, Zigbee, GPS, RFID e altre tecnologie wireless. Questi processori sono molto utilizzati anche per sviluppare sensori e apparecchi acustici.
I processori XAP sono sviluppati utilizzando il linguaggio Verilog; la società proprietaria del processore ne vende la proprietà intellettuale. Gli ingegneri poi uniscono il processore con le componenti necessarie a svolgere uno specifico compito e sintetizzano il tutto in hardware. Questo permette di sviluppare in modo rapido e veloce dispositivi anche molto complessi.
Tutti i processori XAP sono di tipo RISC e Cambridge Consultants Ltd fornisce tool di sviluppo e di debug per il microprocessore.
Attualmente sono disponibili tre tipologie di processori XAP:
- 16 bit
  - XAP4 indirizza 64 KB
  - XAP5 indirizza 16 MB
- 32 bit
  - XAP3 indirizza 4 GB